# 2013 European Fall Tour
2013 European Fall Tour es una gira de la banda estadounidense Paramore, para promocionar su disco homónimo por Europa. Comenzó el 2 de septiembre de 2013 en Dublín y terminó el 28 de septiembre de 2013 en Londres.

## Recepción
Un editor de Buzz magazine realizó una crítica al concierto del 21 de septiembre en Cardiff; mencionó, con respecto al público y su recibimiento de la banda, que Hayley Williams «tenía a la multitud en la palma de su mano». Sin embargo, dicho público reaccionó de manera «salvaje» a los temas antiguos del grupo, mientras que hubo un recibimiento moderado de las canciones del último disco. Finalizó alabando a Paramore: «realmente han perfeccionado su arte a través de los años y se siente como que merecen la adoración que se les da».

## Canciones interpretadas
1. «Grow Up»
2. «Fast In My Car»
3. «That's What You Get»
4. «Decode»
5. «Ignorance»
6. «Interlude: I'm Not Angry Anymore»
7. «Now»
8. «Daydreaming»
9. «When It Rains»
10. «Last Hope»
11. «Brick By Boring Brick»
12. «Interlude: Holiday»
13. «crushcrushcrush»
14. «Ain't It Fun»
15. «The Only Exception»
16. «In The Mourning»
17. «Pressure»
18. «Misery Business»
19. «Part II»
20. «Interlude: Moving On»
21. «Still Into You»

- Fuente: Alter The Press![4]

## Fechas
1. Sep 02 - The O2 Point Dublin, Ireland
2. Sep 05 Heineken Music Hall Amsterdam, Netherlands
3. Sep 07 Le Zenith Paris, France
4. Sep 08 Komplex Zurich, Switzerland
5. Sep 10 PalaDozza Bologna, Italy
6. Sep 11 Kesselhaus Munich, Germany
7. Sep 13 Columbiahalle Berlin, Germany
8. Sep 14 Pier 2 Bremen, Germany
9. Sep 16 Mitsubishi Electric Dusseldorf, Germany
10. Sep 18 Hugenottenhalle Neu Isenburg, Germany
11. Sep 20 MEN Manchester, UK
12. Sep 21 Motorpoint Arena Cardiff, UK
13. Sep 23 LG Arena/NEC Birmingham, UK
14. Sep 24 Arena Nottingham, UK
15. Sep 27 Wembley Arena London, UK
16. Sep 28 Wembley Arena London, UK